# 克里斯河
克里斯河（法語：Crise，法語發音：[kʁiz] ⓘ）是法国上法蘭西大區埃纳省的河流，是埃纳河的左支流，长25.8千米，发源自洛努瓦，于苏瓦松流入埃纳河。